# Caetanos
Caetanos är en kommun i Brasilien.   Den ligger i delstaten Bahia, i den östra delen av landet, 800 km öster om huvudstaden Brasília. Antalet invånare är 13 666.
Omgivningarna runt Caetanos är huvudsakligen savann. Runt Caetanos är det glesbefolkat, med 19 invånare per kvadratkilometer.